# シズラー (ファミリーレストラン)
シズラー（英語 : Sizzler）は、ステーキ、シーフード、 サラダ（サラダバー）を主力商品とするアメリカ合衆国発祥のレストランチェーンである。

## 概要
1958年にデル・ジョンソンと妻のヘレンが「手作りと出来たてのおいしさでお客様をおもてなししたい」という願いからカリフォルニア州カルバーシティにデルズ・シズラー・ファミリー・ステーク・ハウス（"Del's Sizzler Family Steak House"）として創業したレストランである。2人の思いは共感を得て、主にアメリカ合衆国西部を中心とする全米をはじめ世界に広がった。
アメリカで200店以上、日本、オーストラリア、タイ、中国、シンガポール、プエルトリコを含め350店舗近くを展開している。
韓国からは2012年に撤退した。
2020年9月、新型コロナによる売上激減で連邦倒産法第11章の適用を申請。
2020年新型コロナの影響で、オーストラリア、中国の事業は終了し、アジア・オセアニア地域では、日本とタイのみ事業を展開している。

## 日本のシズラー

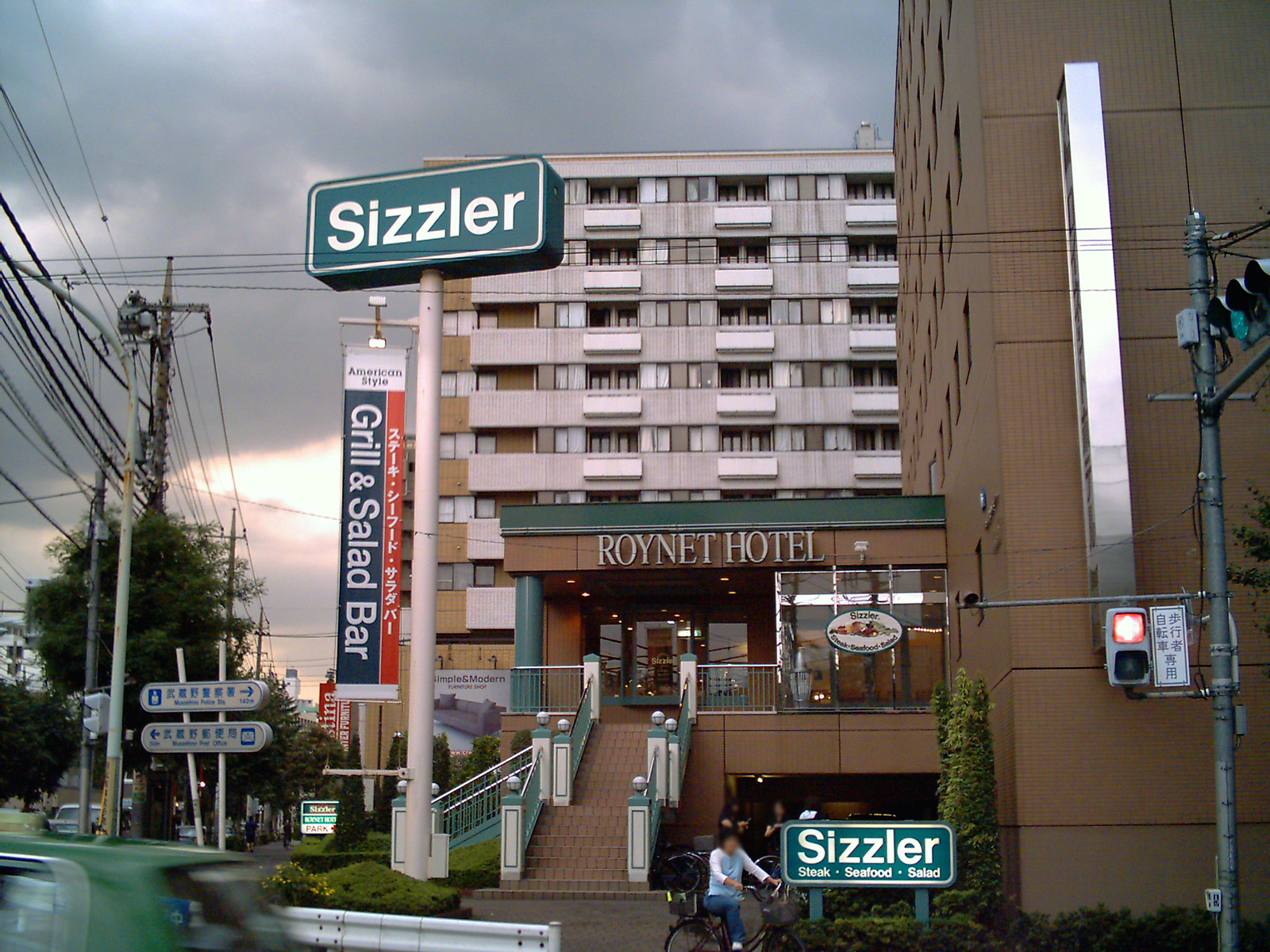
シズラー・三鷹店

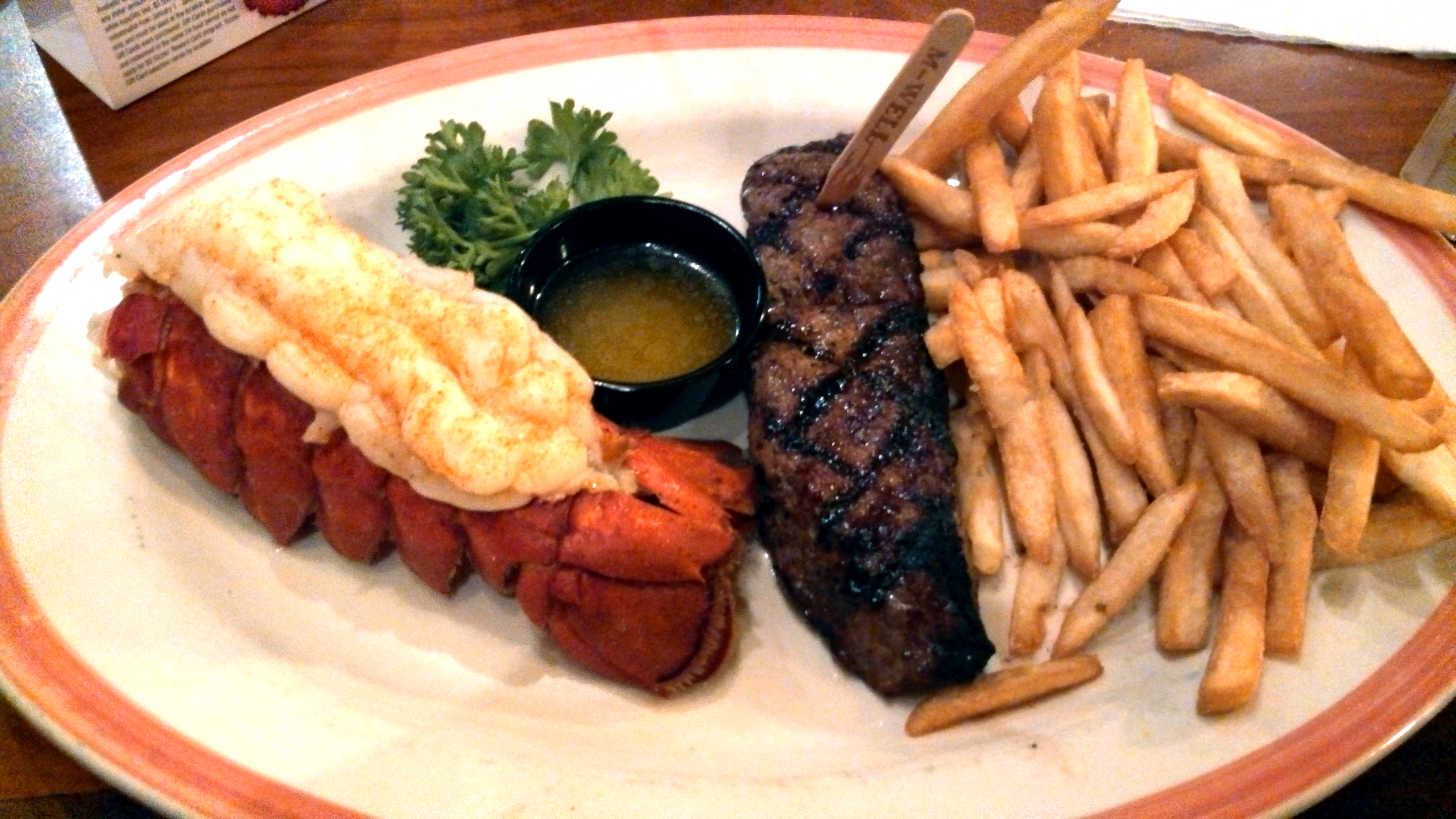
Steak and lobster with fries from Sizzler

ロイヤルの新業態として日本国内のエリアフランチャイズを取得、日本の食材を取り入れるなどの工夫がなされている。1991年に「シズラー新宿三井ビル店」を皮切りに、10店舗展開されている。かつて1990年代には近畿圏や名古屋市内にも展開していた。なお、ロイヤルホールディングスの設立によるロイヤルの持株会社制への移行後は、「ロイヤルキャフェテリア」などロイヤルホスト以外のレストトラン運営を担うロイヤルカジュアルダイニングに分社化された。
2008年6月30日をもってロイヤルホスピタリティポイントカードのポイント加算取り扱いを終了したが、ロイヤルホスピタリティポイントカード会員に送られる誕生日特典の割引クーポン葉書はシズラーでも適用される。
2010年にキリンビールとロイヤルの合弁会社で当初は「シェーキーズ」の運営にあたっていたアールアンドケーフードサービスに吸収合併されたことで同社が運営。
2020年ロイヤルグループ事業再編に伴い、ロイヤルフードサービスにロイヤルホスト、てんやと共に吸収合弁され同社の運営となる。
携帯で無料登録できるシズラーの「モバイル会員」になると、毎月1回8名まで有効な5％オフクーポンや、会員の誕生日月にはバースデークーポンとして誕生日月の初めから翌月末までの2か月間有効の20％オフクーポンがもらえる。

### 店舗
- 東京都（ビル内）
  - 新宿三井ビル店
  - 東京ドームホテル店
  - アクアシティ店
  - 押上店（リッチモンドホテルプレミア東京押上の建物に入居）
  - 三鷹店（リッチモンドホテル東京武蔵野の建物に入居）
  - 東京国際フォーラム店
  - 大塚駅前店
- 東京都（路面店）
  - 桜新町店
  - 府中店（ロイヤルホストに隣接）
- 神奈川県
  - ランドマークプラザ店